# 帕拉纽什 (波尔图)
帕拉纽什是葡萄牙波尔图区的一个堂区。总面积6.67平方公里，总人口48686人，人口密度7299.3人/平方公里。